# البرنامج القومي للتعليم باستخدام التكنولوجيا
البرنامج القومي للتعليم باستخدام التكنولوجيا، هو برنامج ممول من الحكومة الهندية لتوفير المناهج التعليمية لكليات الهندسة مجانًا على الإنترنت من خلال استخدام التكنولوجيا الحديثة.

## مقدمة
الهدف الأساسي للمشروع هو تحسين استيعاب مواد كليات الهندسة من خلال توفير مكتبة إلكترونية مجانية يمكن لأي طالب الدخول عليها بسهولة والاستفادة منها، وهو برنامج ممول من الحكومة الهندية وبالأخص وزارة الموارد البشرية بالتعاون مع معاهد العلوم ومعاهد التكنولوجيا حيث تم في المرحلة الأولى للمشروع عمل 129 كورس أو مادة في الهندسة والعلوم حيث أن كل مادة توفر في العادي في منهج من 40 محاضرة، كما تم توفير 110 مادة على شكل فيديوهات من 40 محاضرة أو أكثر. ومن المتوقع في المرحلة الثانية أن تشارك المزيد من المعاهد الهندية في هذا المشروع، ويقدم المشروع المواد الهندسية المتقدمة بجانب الأساسيات النظرية في الفيزياء والكيمياء أي يقدمها كمنهج كامل كأي كلية أو معهد هندسة وليس المواد الرئيسية فقط.

## الجهات المشاركة
- المعهد الهندي للتكنولوجيا ببومباي
- المعهد الهندي للتكنولوجيا بدلهي
- المعهد الهندي للتكنولوجيا بجيواهاتي
- المعهد الهندي للتكنولوجيا بخراجبور
- المعهد الهندي للتكنولوجيا بكنبور
- المعهد الهندي للتكنولوجيا بمادراس
- المعهد الهندي للتكنولوجيا بروركي
- المعهد الهندي للعلوم ببنجالور

## طريقة عرض المناهج
يتم عرض المناهج إما من خلال سلسلة محاضرات بالفيديو يمكن مشاهدتها مباشرة «بنظام يوتيوب» أو مادة مكتوبة يمكن قراءتها مباشرة من الموقع أو ملفات PDF للتنزيل، كما يمكنك الإطلاع على منهج كل كورس أو مادة مباشرة أو تنزيلها على هيئة ملف PDF. كما يوجد هناك منتدى مخصص لأغلب المواد للمناقشة حول تلك المادة

## المناهج المقدمة
هذه قائمة بالتخصصات التي يتم تقديم مواد لها الآن والتي من المتوقع أن يزيد عددها لتشمل كل تخصصات الهندسة، كما يجرى تحسين كل المواد المقدمة بالفعل إما لتشمل عرض بالفيديو أو إضافة أخرى جديدة في هذا التخصص.
- هندسة مدنية
- علوم الحاسوب
- هندسة كهربائية
- هندسة الإلكترونيات والاتصالات
- تكنولوجيا المعلومات
- الهندسة الميكانيكية
- تخصصات أخرى غير مكتملة

كل تلك المناهج مقسمة وفقا للسنة التي من المفترض دراستها فيها، كما توجد أيضا سنة الإعدادي والتي يوجد بها مواد عامة تفيد كل التخصصات كالفيزياء والكيمياء والرياضيات.

## وصلات خارجية
- http://nptel.iitm.ac.in الموقع الرسمي للمشروع الذي يمكنك من خلاله مشاهدة المناهج بطريقة منظمة ومعرفة آخر أخبار المشروع
- http://youtube.com/iit صفحة يوتيوب «لمشاهدة المواد المقدمة على هيئة فيديو فقط كما أنها غير مرتبة»